# SN 2003fw
SN 2003fw – supernowa odkryta 24 maja 2003 roku w galaktyce A141932+5307. W momencie odkrycia miała maksymalną jasność 23,50m.